# サンガ (出版社)
株式会社サンガは、宮城県仙台市に本社を置いていた出版社、コンテンツパブリッシャー事業を行う企業。
スリランカ上座仏教の長老アルボムッレ・スマナサーラの著書を始めとした仏教書、マインドフルネス、自己啓発書を多く出している。政治・経済分野の書籍も若干刊行している。

## 沿革
1998年に元冷菓製造会社「しまかげ」3代目社長の島影透が、在家の仏教研究者であった父親の島影利八の書籍を刊行するために設立。その後、アルボムッレ・スマナサーラに師事して、上座部仏教書の刊行にも注力。
2010年に仏教の季刊総合誌「Samgha Japan（サンガジャパン）」を創刊。宗教情報センターは本誌を「仏教と現代社会を考える雑誌」と紹介した。
2020年7月21日に創業社長の島影透が死去した後、資金繰りが悪化。2021年1月27日に営業を停止し破産手続きを申請。同日付で仙台地方裁判所から破産手続開始決定を受けた。
2021年7月、元従業員を中心にサンガ新社が設立された。

## 主な刊行物
サンガ新書
- アルボムッレ・スマナサーラ著『怒らないこと』 2006年- 27万部
- 鈴木俊隆著、松永太郎訳 『禅マインド ビギナーズ・マインド』2012年[5]
- 橋爪大三郎・大澤真幸著『ゆかいな仏教』 2013年
- プラユキ・ナラテボー・篠浦伸禎著 『脳と瞑想』 2016年

単行本
- 板垣英憲著『孫の二乗の法則―ソフトバンク孫正義の成功哲学』 2007年
- 谷川俊太郎・加藤俊朗著 『呼吸の本』 2010年
- 加藤有希子著 『カラーセラピーと高度消費社会の信仰〜ニューエイジ、スピリチュアル、自己啓発とは何か?〜』 2015年
- サンガ編集部 『グーグルのマインドフルネス革命〜グーグル社員5万人の「10人に1人」が実践する最先端のプラクティス〜』 2015年

### 定期刊行物
- 『サンガジャパン（Samgha Japan）』- 季刊、書籍扱い。全36冊。
  - Vol.1 特集「瞑想とは何か」（2010年・春）
  - Vol.2 特集「がんばれ日本仏教」（2010年・夏）
  - Vol.3 特集「心と仏教」（2010年・秋）
  - Vol.4 特集「仏教と女」（2011年・冬）
  - Vol.5 特集「死と仏教」（2011年・春）
  - Vol.6 特集「震災と祈り」（2011年・夏）
  - Vol.7 特集「少欲知足」（2011年・秋）
  - Vol.8 特集「生きる」（2012年・冬）
  - Vol.9 特集「上座仏教と大乗仏教」（2012年・春）
  - Vol.10 特集「業（カルマ）」（2012年・夏）
  - Vol.11 特集「なぜ、いま瞑想なのか」（2012年・秋）
  - Vol.12 特集「無常」（2013年・冬）
  - Vol.13 特集「言語と仏教」（2013年・春）
  - Vol.14 特集「仏教と神道」（2013年・夏）
  - Vol.15 特集「戒律」（2013年・秋）
  - Vol.16 特集「怒り」（2014年・冬）
  - Vol.17 特集「仏教とキリスト教」（2014年・春）
  - Vol.18 特集「インドシナの仏教」（2014年・夏）
  - Vol.19 特集「ティク・ナット・ハンとマインドフルネス」（2015年・冬）
  - Vol.20 特集「これからの仏教」（2015年・春）
  - Vol.21 特集「輪廻と生命観」（2015年・夏）
  - Vol.22 特集「瞑想を語る」（2016年・冬）
  - Vol.23 特集「この仏教書を読め!!」（2016年・春）
  - Vol.24 特集「チベット仏教」（2016年・夏）
  - Vol.25 特集「原始仏典」（2017年・冬）
  - Vol.26 特集「無我」（2017年・春）
  - Vol.27 特集「禅」（2017年・夏）
  - Vol.28 特集「医療と仏教」（2018年・冬）
  - Vol.29 特集「苦」（2018年・春）
  - Vol.30 特集「慈悲が世界を変える」（2018年・夏）
  - Vol.31 特集「倫理─理性と信仰」（2019年・冬）
  - Vol.32 特集「身体と瞑想」（2019年・春）
  - Vol.33 特集「人間関係」（2019年・夏）
  - Vol.34 特集「お金」（2020年・冬）
  - Vol.35 特集「食べる」（2020年・春）
  - Vol.36 特集「ヴィパッサナー瞑想」（2020年・夏）
- 『別冊サンガジャパン（Samgha Japan Extra Edition）』 - 年刊（2013年以前の『サンガジャパン』秋版に相当）。全5冊。
  - Vol.1 特集「実践！仏教瞑想ガイドブック」（2014年）
  - Vol.2 特集「タイ・ミャンマー人物名鑑」（2015年）
  - Vol.3 特集「マインドフルネス」（2016年）
  - Vol.4 特集「死と輪廻」（2018年）
  - Vol.5 特集「禅」（2019年）

## 沿革
- 1998年7月22日 - 株式会社サンガ設立
- 2010年 - 『Samgha Japan』刊行開始
- 2021年1月27日 - 破産手続き開始

## 事業所
本社
- 宮城県仙台市若林区新弓ノ町56

東京オフィス
- 東京都千代田区神田小川町3-28

## その他
- 株式会社しまかげ - かつて仙台市に本部が存在した冷菓製造会社。「ビバオール」「しまかげアイス」で有名。本社所在地と社長が同じ。

#### 広報資料・プレスリリースなど一次資料
1. ↑  株式会社サンガからのお知らせ - ウェイバックマシン（2021年1月27日アーカイブ分） - サンガ、2021年1月27日。
2. ↑  サンガ新社